# Brevet des provinces françaises
Pour les articles homonymes, voir BPF.
Le Brevet des provinces françaises (BPF) est un diplôme de cyclotourisme. Créé par la Fédération française de cyclotourisme, il consiste à visiter à vélo six lieux par département français, soit 540 sites choisis par les comités départementaux de la FFCT.
Les départements sont regroupés selon les anciennes provinces françaises. Un groupe est validé lorsque tous les lieux définis ont été visités.
La validation est basée sur la confiance. Chaque participant, après s'être inscrit, fait apposer un tampon humide sur une carte spécifique par département : lorsqu'une carte est complète, il la fait valider par le responsable de ce brevet.

## Répartition des départements
| Provinces        | Départements                                                                  |
| ---------------- | ----------------------------------------------------------------------------- |
| Alsace           | Bas-Rhin + Haut-Rhin + Territoire-de-Belfort                                  |
| Anjou            | Maine-et-Loire                                                                |
| Artois           | Pas-de-Calais                                                                 |
| Aunis-Saintonge  | Charente + Charente-Maritime                                                  |
| Auvergne         | Cantal + Puy-de-Dôme                                                          |
| Béarn            | Pyrénées-Atlantiques                                                          |
| Berry            | Cher + Indre                                                                  |
| Bourbonnais      | Allier                                                                        |
| Bourgogne        | Ain + Côte-d'Or + Saône-et-Loire + Yonne                                      |
| Bretagne         | Côtes-d'Armor + Finistère + Ille-et-Vilaine + Loire-Atlantique + Morbihan     |
| Champagne        | Ardennes + Aube + Haute-Marne + Marne                                         |
| Comtat Venaissin | Vaucluse                                                                      |
| Comté de Foix    | Ariège                                                                        |
| Comté de Nice    | Alpes-Maritimes                                                               |
| Corse            | Corse                                                                         |
| Dauphiné         | Hautes-Alpes + Isère                                                          |
| Drôme            | Drôme                                                                         |
| Flandres         | Nord                                                                          |
| Franche-Comté    | Doubs + Haute-Saône + Jura                                                    |
| Gascogne         | Gers + Hautes-Pyrénées + Landes + Tarn-et-Garonne                             |
| Guyenne          | Aveyron Dordogne + Gironde + Lot + Lot-et-Garonne                             |
| Île-de-France    | Aisne (Sud) + Essonne + Oise + Seine-et-Marne + Val-d'Oise + Yvelines         |
| Languedoc        | Ardèche + Aube + Gard + Haute-Garonne + Haute-Loire + Hérault + Lozère + Tarn |
| Limousin         | Corrèze + Haute-Vienne                                                        |
| Lorraine         | Meurthe-et-Moselle + Meuse + Moselle + Vosges                                 |
| Lyonnais         | Loire + Rhône                                                                 |
| Maine            | Mayenne = Sarthe                                                              |
| Marche           | Creuse                                                                        |
| Nivernais        | Nièvre                                                                        |
| Normandie        | Calvados + Eure + Manche + Orne + Seine-Maritime                              |
| Orléanais        | Eure-et-Loir + Loir-et-Cher + Loiret                                          |
| Picardie         | Aisne (Nord) + Somme                                                          |
| Poitou           | Deux-Sèvres Vendée Vienne                                                     |
| Provence         | Alpes-de-Haute-Provence Bouches-du-Rhône Var                                  |
| Roussillon       | Pyrénées-Orientales                                                           |
| Savoie           | Haute-Savoie Savoie                                                           |
| Touraine         | Indre-et-Loire                                                                |